# Scano di Montiferro
Scano di Montiferro är en ort och kommun i provinsen Oristano i regionen Sardinien i Italien. Kommunen hade 1 493 invånare (2017).